# 聖母マリア

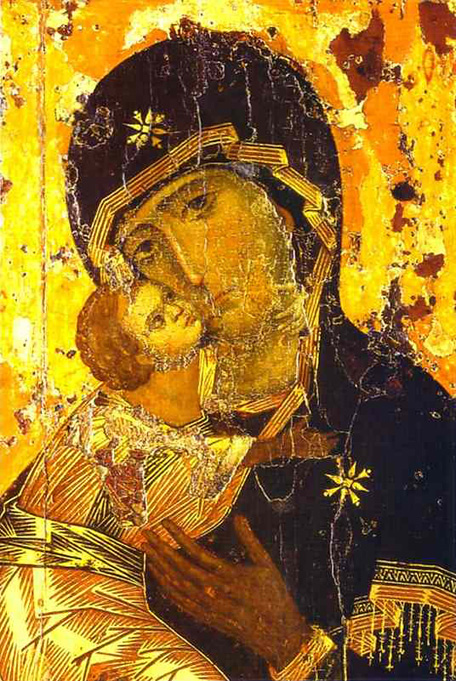
『ウラジーミルの生神女』。エレウサ型イコンの傑作。

聖母マリア（せいぼマリア、ヘブライ語: מִרְיָם, Miryām, アラム語: ܡܪܝܡ, Maryām, ギリシア語: Μαρία, María）は、イエス・キリスト（ナザレのイエス）の母、ナザレのヨセフの妻。ヨアキムとアンナの娘とされている。
「聖母（せいぼ）」はカトリック教会、聖公会で最も一般的称号である。おとめマリア、処女マリア、神の母マリアとも。
正教会の一員である日本ハリストス正教会では生神女マリヤ（しょうしんじょマリヤ）の表現が多用される。
この記事ではキリスト教におけるマリアのみについて取り上げる。

## 全教派に共通する概説
日本語以外では、英語: Holy Mother（聖母）よりむしろthe Virgin Mary（処女マリア・童女マリア）、Saint Mary（聖女マリア）、Our Lady（我らが貴婦人）などと呼ぶことが多い。フランスのノートルダム大聖堂のNotre Dame（ノートルダム）もフランス語で「我らが貴婦人」という意味である。他にもスペイン語: Madre de Dios（神の母）やLa Virgen（聖処女）という表現もある。ギリシア語: Θεοτόκος・ロシア語: Богородицаは「神を生みし者」である。
なお、漢語としての「聖母」は人格の優れた尊崇される人の母を意味し、また漢文においては人徳を極めた女性に対する敬称である。
新約聖書の『ルカによる福音書』にはマリア自身に、『マタイによる福音書』には夫ヨセフのもとに天使ガブリエルが受胎告知に現れたという記述があり（ルカ 1:26〜38,マタイ 1:18〜21）、聖霊によりヤハウェの子ロゴスであるイエスを身篭ったとされている。
聖母マリアについての教義、崇敬には西方教会・東方教会それぞれ教派ごとに違いがある。この項目では「西方教会（カトリック教会・聖公会・プロテスタント）」、「東方教会（正教会・東方諸教会）」の順に説明する。大半のプロテスタントでは、マリアは崇敬の対象になっていない。
マリアの崇敬から女性を崇高なものとする信念が生まれ、これが欧州でのレディーファーストの文化へと繋がるようになった。

## 西方教会

### カトリック教会における聖母マリア

#### 呼称
カトリック教会における聖母マリアの呼び名としては、他に「無原罪の御宿り」
（この呼び方はルルドの奇跡にも登場する）や、Maris Stella（ラテン語:マリス・ステラ＝海の星）などがある。なお、日本のカトリック教会では「マリヤ」と呼んだり表記されることはない。

#### 概説

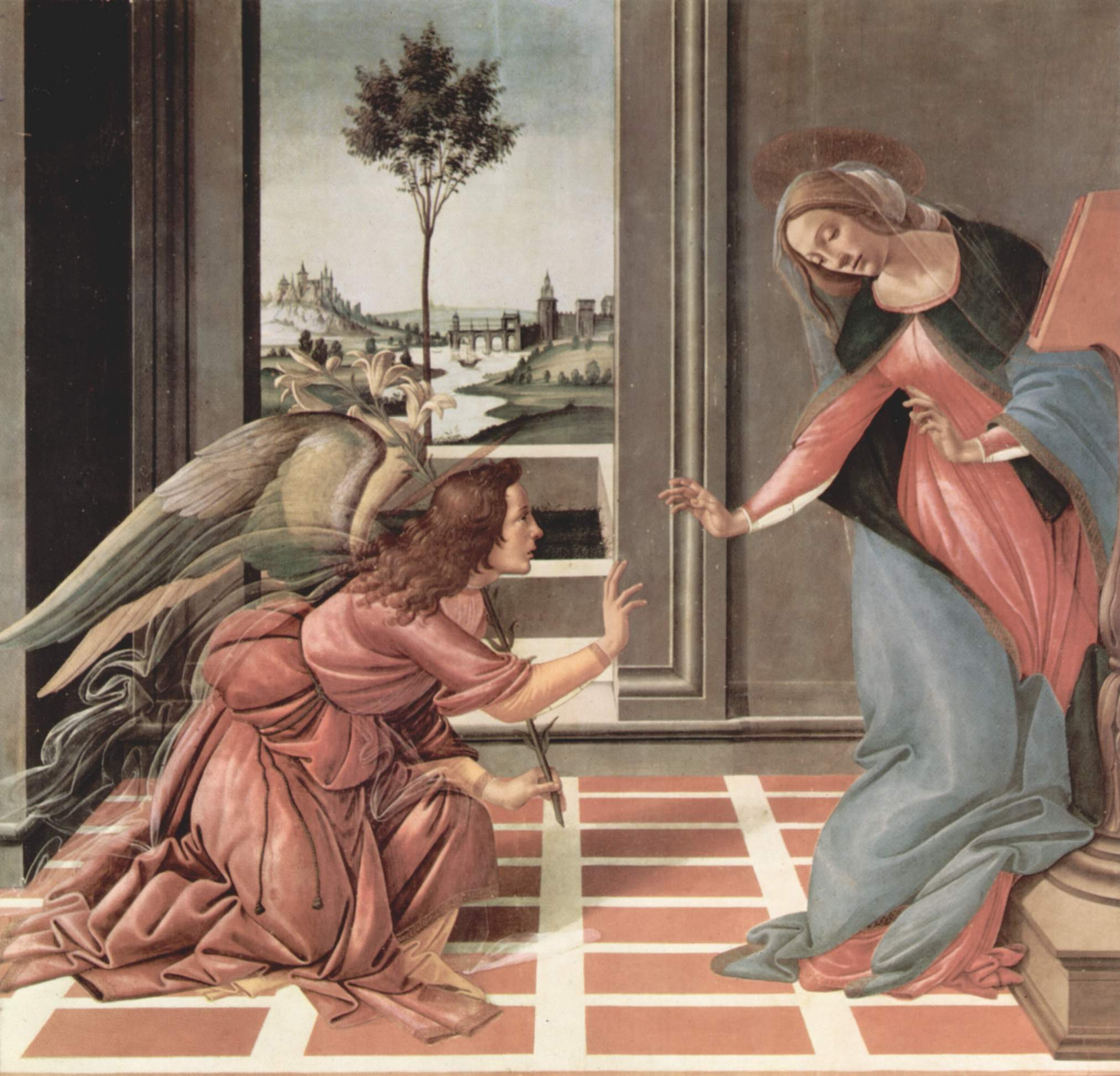
ボッティチェッリ画・受胎告知

カトリック教会でも正教会と同様、聖母マリアに神への執り成しを求める祈りが捧げられる（ロザリオ等）。その誕生から死（聖母の被昇天＝ラテン語: assumptio）まで生涯の各場面が記憶され、「聖マリアの誕生」（9月8日）や「聖母の被昇天」
（8月15日）などを祝日としている。
カトリック教会では、正教会にもプロテスタントにもない教義として、マリアの無原罪の御宿り（1854年に教皇ピウス9世の回勅により教義決定）や、地上の生活を終わった後、霊魂も肉体も共に栄光にあげられた聖母の被昇天（1950年に教皇ピウス12世により教義決定）が信じられている。また、世界各地での聖母マリアの出現もある。（聖母の出現を参照）

#### 聖書の中の聖母
- 観想（ルカ1:29,2:51）
- 神の御心を生きる「お言葉通り、この身になりますように (Let it be to me)」（ルカ1:38）
- とりなしを求める（ヨハネ2：1〜11）
- 受難の時をじっと静かに耐え、救いの時を待つ。静かに一緒にいる。（ルカ2:45〜51,ヨハネ19:25)
- 人類の母（ヨハネ19:26）

#### 聖母への祈り
- アヴェ・マリア (Ave Maria)
- ロザリオ
- サルヴェ・レジナ
- アヴェ・マリス・ステラ
- 聖マリアの連祷

#### 記念する聖堂
- 東京カテドラル聖マリア大聖堂（カトリック関口教会・東京都文京区）
- 大阪カテドラル聖マリア大聖堂（カトリック玉造教会・大阪市中央区）

他にも、「無原罪の聖母」を教会の保護者とする浦上天主堂（長崎県長崎市）など、多数

#### カトリック教会の美術における聖母

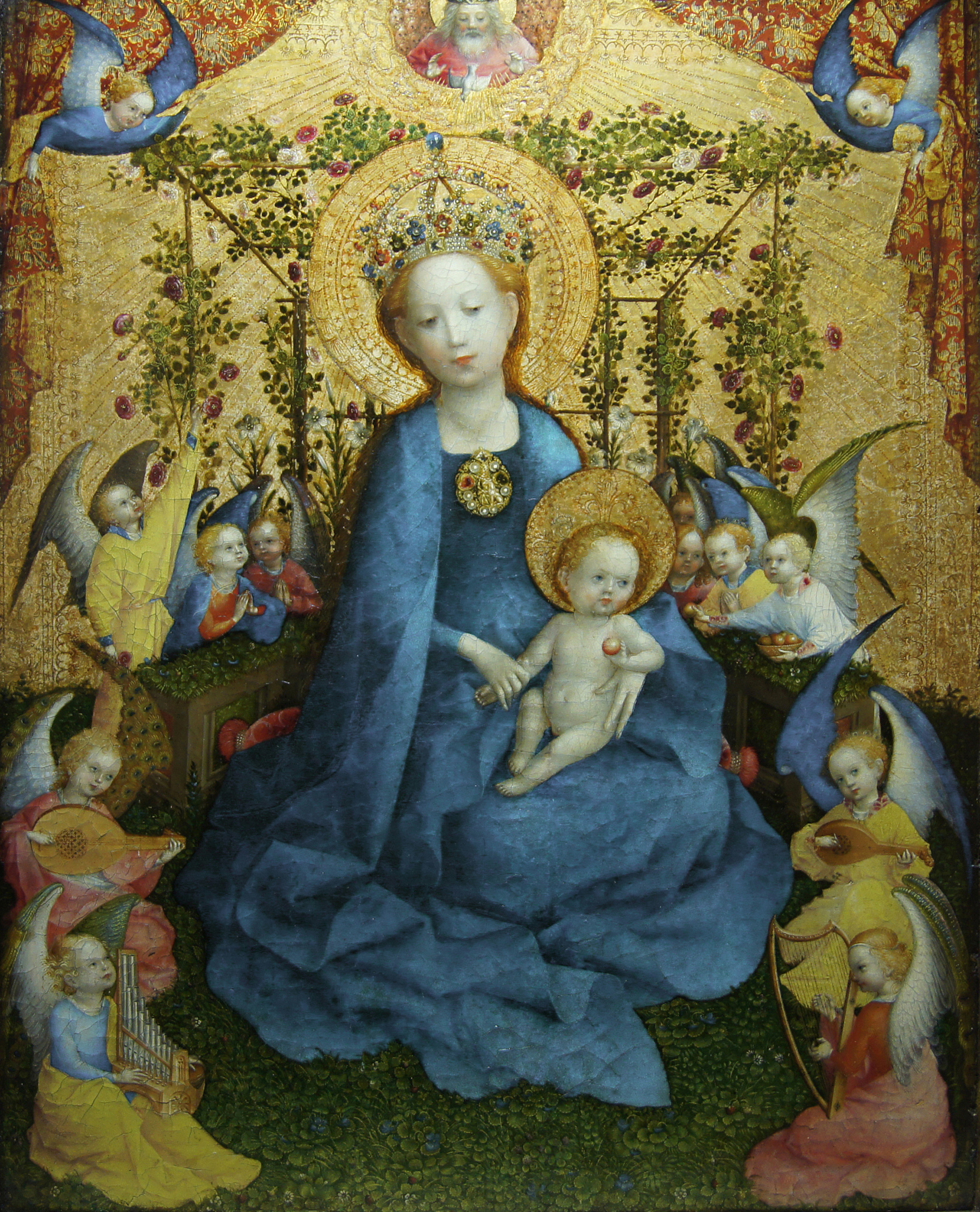
ロッホナー画・薔薇垣の聖母

キリスト教文化圏（主にヨーロッパ）の芸術作品のモチーフとして、聖母、あるいは聖母子、受胎告知の場面などは頻繁に描かれる。これらの美術作品においてマリアは青い服を着ることが多いが、青色は聖母マリアの象徴の色であるためである（海星）。同時に処女の象徴である白百合、神の慈愛を示す赤色が共に用いられることが多い。
- マリア像
- 聖母子像
- 受胎告知

### 聖公会における聖母マリア
聖公会には神の母としての特別な位置付けを聖母マリアに対して認める見解が存在する。聖公会の教会堂、および聖公会関連の施設には「聖母」の名を冠したものが多数存在する。

### プロテスタントにおけるマリア
プロテスタント教会では、マリアを全く尊敬しないというわけではないが、カトリック教会や正教会のように特別視しないことが多い。マリアがパウロやヨハネ等と同じ普通の人間で特別な意味がなく、人間イエスの母親という役割であるだけと理解されているからである。

## 東方教会

### 正教会における生神女マリヤ

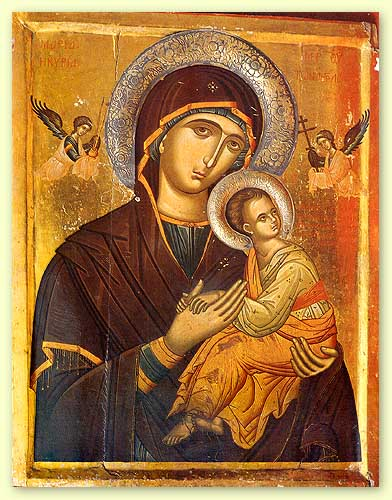
「エレウサ型」と呼ばれるイコン。16世紀のもの。マリアが頬を寄せている姿がその特徴であり、生神女の慈憐と、子を襲う苦難（十字架）への忍耐を表しているとされる。

#### 呼称
一般に「日本正教会では聖母マリアという表現は用いられない」と言われるが、厳密には正しくない。聖堂名や出版物に「聖母」の語が用いられているケースは戦前・終戦直後の時期までは、僅かながら散見された。ただし、現在の日本正教会では日常的には聖母の語が用いられることは皆無であり、出版物での表記は「生神女」の呼称が最も多用されている。祈祷書では、「生神女」「神の母」「永貞童女」「童女」「童貞女」が多用される。「聖母」をあまり用いない理由としては、
- 亜使徒聖ニコライの訳を尊重すべきである。
- 教会における「聖なる母」は1人ではない（例は多数あるが、例えば生神女の母アンナも聖人であり、「神の祖母」と正教会では呼ばれる）。
- イイスス・ハリストス（イエス・キリスト）の母マリヤの称号「Θεοτόκος」：「神の母」は第三全地公会議での確認事項であり、これを尊重して精確な訳語を用いるべきである。
- 海外正教会でも「Theotokos」（セオトコス：生神女）・「the Virgin Mary」（童女マリヤ）と呼ばれており、「Holy Mother」（聖母）とは、まず呼ばれておらず、全正教会の標準的呼称に則るべきである。

等が挙げられている。本節では生神女マリヤを基本的に用いることとする（※日本正教会では、カトリックとは対照的に「マリア」ではなく「マリヤ」と表記する）。

#### 概説

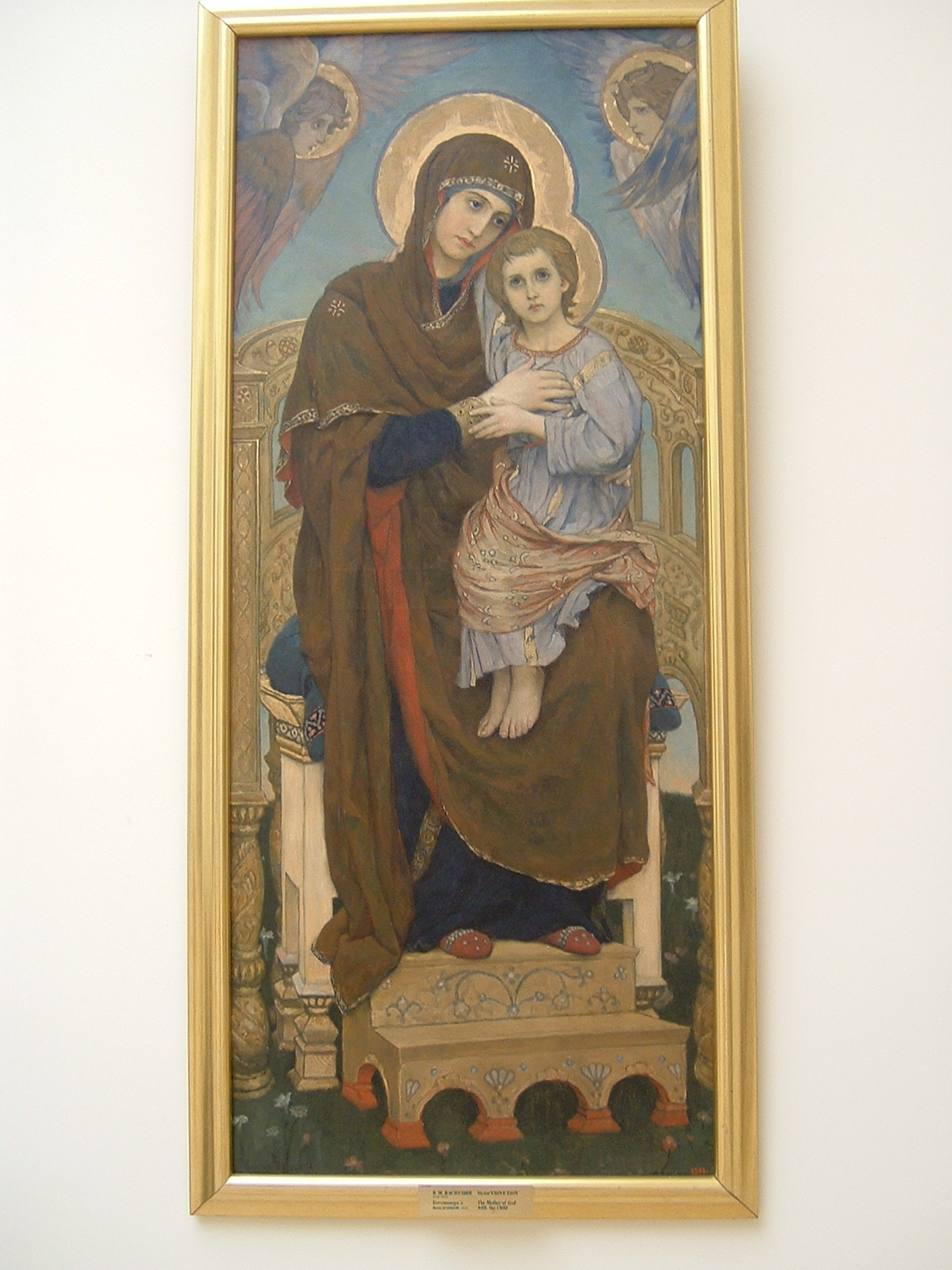
「生神童貞女と神の子」1901年。画：ヴィクトル・ヴァスネツォフ。イコンではない、世俗絵画としての生神女像の傑作のひとつ。

正教会では、生神女マリヤに神への転達（執り成し）を求める祈りが頻繁に捧げられる。女宰（じょさい）・女王（にょおう）などとも呼ばれる。
また、数ある転達者（てんたつしゃ・聖人）の中でも、直接「救いたまえ」と祈祷文で呼びかけられるのは、生神女マリヤのみである。生神女マリヤの転達は「母の勇み」と形容され、神への祈りに際して特別な恩寵が与えられていると正教会では考えられている。
現在は聖母マリア墳墓教会となっている、エルサレムのケデロンの谷の一画に墓所があると考えられている。

#### 奉神礼および集会での祈り
各種奉神礼の祈祷文において、祈りの区切り部分にほぼ必ず生神女マリヤに転達を祈願する祈りが設定されている。例えば、早課や晩堂大課のカノンは基本的に
- イルモス（連接歌） - 複数の指定の讃詞 - カタワシヤ（共頌歌）

という構造を連続させているが、指定の讃詞の最後はほぼ必ず生神女マリヤの転達を祈願するものとなっており、カタワシヤも多くは生神女の転達を祈願する内容の聖歌となっている。
また正教会での各種集会は、聖歌を歌い司祭が祝福することで始まり、聖歌を歌い司祭が祝福することで終わるが、通常、集会の始まりに歌われる聖歌は聖神（せいしん：聖霊のこと）が降るように祈る「天の王」であるのに対し、集会の終わりに歌われる聖歌は「常に福（さいわい）」という、生神女への讃詞である（特定の祭期には別のものが用いられる）。
さらに、聖体礼儀においては、聖変化の直後に「常に福」かザドストイニク（常に福に代えて歌う生神女讃詞）を歌う。

#### 祭日

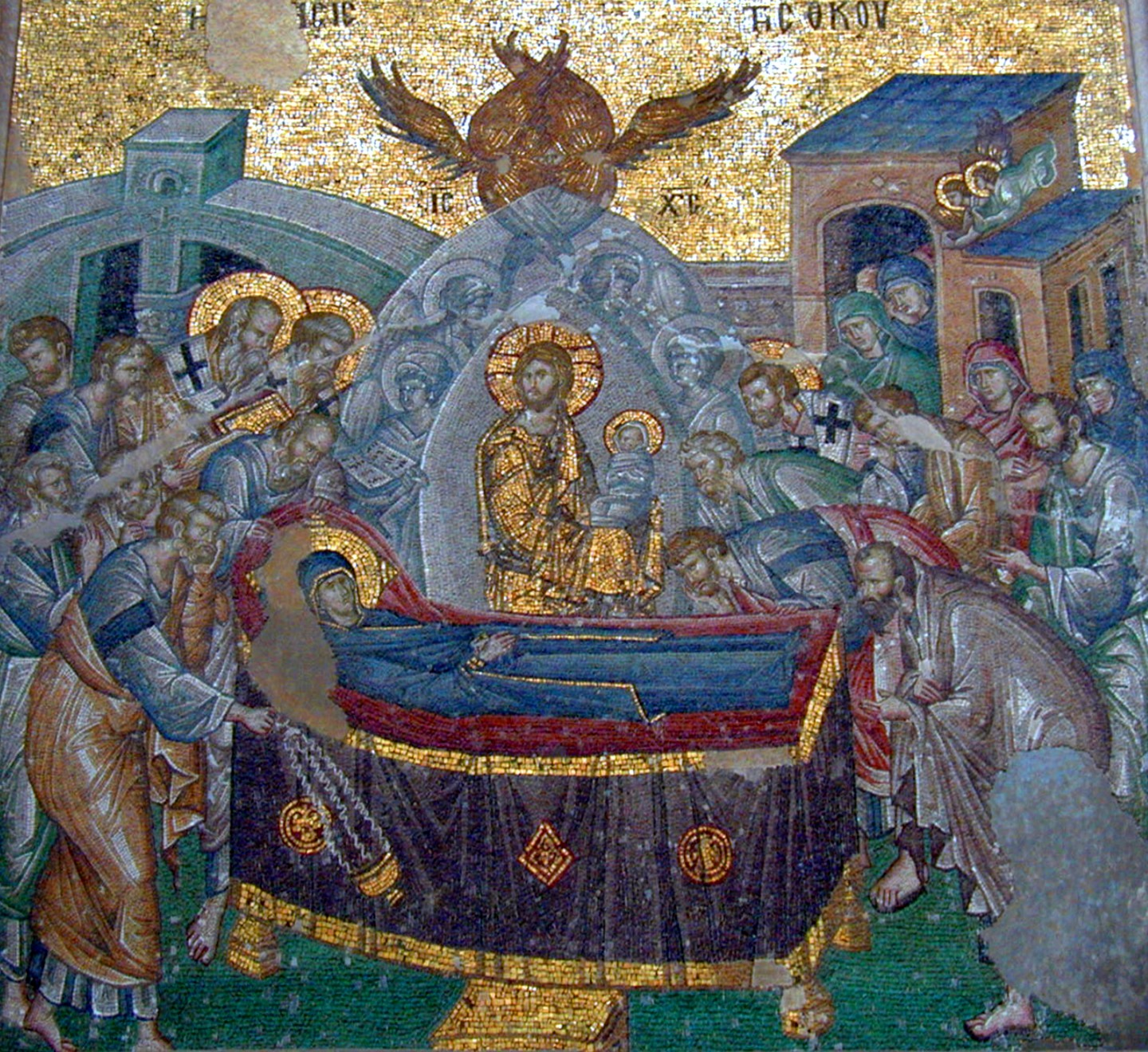
生神女就寝祭のモザイク画イコン

大斎の一日がマリヤを称える日に充てられる（アカフィストのスボタ）他、誕生から死までの生涯、および後代にマリヤが現れたことを記憶する祭日が設定され、十二大祭のうち4つにまで数えられている。以下に挙げた祭日の他にも、生神女に関する有名なイコンを記念する祭日等がある。
- 生神女誕生祭 - 生神女マリヤの誕生を記憶する。十二大祭のひとつ。
- 生神女福音祭 - 生神女マリヤに天使がハリストス（キリスト）を身籠ったことを告げ、マリヤがこれを受け入れたことを記憶する。受胎告知に相当。十二大祭のひとつ。
- 生神女進堂祭 - 生神女進殿祭とも。生神女が神殿に入ったことを記憶する。十二大祭のひとつ。
- 生神女就寝祭 - 生神女の永眠と、霊が天に上げられたことを記憶する。十二大祭のひとつ。
- 生神女庇護祭 - 生神女が現れ、生神女によりコンスタンティノポリスが敵軍から庇護された故事を記憶する。スラヴ系の正教会で盛んに祝われる祭。

#### 記念する聖堂
生神女マリヤに関する祭や生神女マリヤを記念し、その名を冠した聖堂は数多い。日本正教会においても
- 上武佐ハリストス正教会[7]（生神女就寝聖堂）
- 仙台ハリストス正教会[8]（生神女福音聖堂）
- 横浜ハリストス正教会[9]（生神女庇護聖堂）
- 静岡ハリストス正教会[10]（生神女庇護聖堂）
- 大阪ハリストス正教会[11]（生神女庇護聖堂）

等がある。ロシア正教会等に多い「ウスペンスキー大聖堂」は、生神女就寝祭を記憶するものであり、生神女就寝大聖堂とも訳される。

#### 生神女のイコン
正教会で用いられる他のイコンと同様、立体的な像は避けられ、平面に描かれたものか浮き彫りのものが用いられる。パニヒダの際に用いられる台にハリストス（キリストのギリシャ語読み）の磔刑像、それを見守る姿をとる聖使徒福音記者イオアン（聖使徒ヨハネ）像・生神女マリヤ像の、計3つの像が据え付けられることが多いことにもみられるように立体的な彫像・塑像は用いられないわけではないが、全体からみれば、極めて稀である。立体的な像を原則避ける習慣には、偶像崇拝を避ける意図があるとされる（詳細はイコンの項を参照）。著名なイコンには以下に挙げるものがある。
- ウラジーミルの生神女
- カザンの生神女

#### 正教会地域の美術における生神女
正教会が優勢な地域においても、カトリック教会が優勢な地域と同様、祈りとしてのイコンの他に生神女マリヤを世俗的美術の題材・対象として用いる芸術家は数多く存在している（ロシアの画家であり、イコン画家の息子であったヴィクトル・ヴァスネツォフなど）。ただし、これらの藝術作品は世俗作品として扱われ、聖堂内で崇敬の対象とされることはない。なお、正教会聖歌のCDを扱う販売元が世俗の企業である場合、こうした世俗的作品としての生神女関連の絵画がジャケットに用いられるケースがある。